# HC Sierre
HC Sierre – szwajcarski klub hokeja na lodzie z siedzibą w Sierre.
Od 2003 do 2011 drużyna funkcjonowała pod nazwą HC Sierre-Anniviers.

## Sukcesy
- Srebrny medal mistrzostw Szwajcarii: 1973
- Brązowy medal mistrzostw Szwajcarii: 1971, 1974
- Złoty medal Nationalliga B: 1967, 1968
- Srebrny medal Nationalliga B: 2004, 2005, 2006
- Brązowy medal Nationalliga B: 1990